# Ball de bastons de Cardona
El ball de bastons de Cardona és una tradició de Cardona. És tracta d'un ball de bastons infantil que consisteix a fer picar dos bastons de fusta que són ballats exclusivament per 8 infants d'entre 5 i 8 anys. Els bastoners són els patges de la Mare de Déu del Patrocini que l'acompanyen en tot el recorregut que fa fora de l'església i li dediquen versos i balls propis.

## Història
El ball de bastons de Cardona té més de 300 anys d'història. Aquesta ha estat una tradició que s'ha anat seguint durant tot aquest temps,. tot i que ha anat sofrint canvis encara se segueix fent avui dia. No és fins a la Festa Major de l'any 2019 que s'incorporen les primeres nenes bastoneres per acompanyar a la Mare de Déu. Aquesta incorporació de les nenes, prevista pels protocols per l'any 2020, es va avançar un any per cobrir unes baixes.

## Descripció
El Ball de bastons de Cardona està integrat per 8 nois i noies d'entre 5 i 8 anys. Ballen vuit balls amb els següents noms: Ball nou, Balladeta, Xiribiri, El Rotllet, El Xiribiri Clotet, L'estrucada, Els canonets i els Cascavells. Aquests s'han interpretat per diverses formacions musicals, però actualment els interpreta la Banda de Música de Cardona a la qual s'hi sumen dos flabiols i un tamborí. Abans del ball dels cascavells es reciten uns versets que van ser escrits per Manuel Bertran i Oriola a l'any 1951. El ball de bastons se celebra durant la setmana de festa major en honor de la Mare de Déu del Patrocini.
Vestuari
Els balladors porten un vestit molt peculiar: camisa i calces blanques, llacet de color blau cel, jaqueta amb capeta i faixa vermelles amb petites tires de colors, faldilles blaves, mitges blanques, sabates vermelles o altres colors (depèn de l'any) i barret alt de color blau. El barret, la jaqueta, i les faldilles porten sanefes daurades, és a dir tires de roba d'or. Els bastons són llargs i prims i pintats de vermell.